# ليونارد مكومب
ليونارد مكومب (بالإنجليزية: Leonard McComb)‏ هو رسام بريطاني، ولد في 1930 في غلاسكو في المملكة المتحدة، وتوفي في 19 يونيو 2018.